# Erica inconstans
Erica inconstans är en ljungväxtart som beskrevs av Alexander Zahlbruckner. Erica inconstans ingår i släktet klockljungssläktet, och familjen ljungväxter. Inga underarter finns listade i Catalogue of Life.